# Kummavuopio

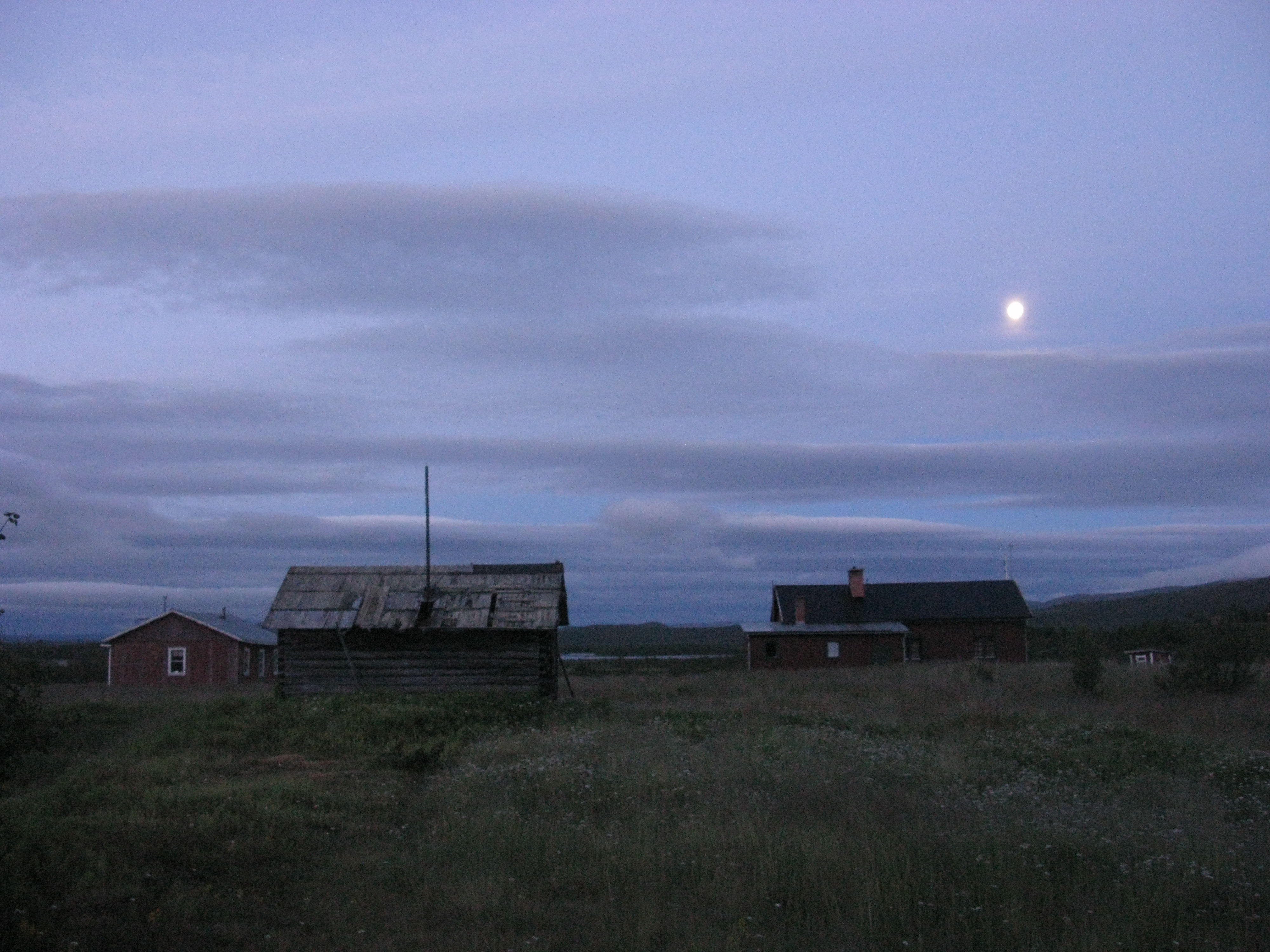
Volle maan boven Kummavuopio, 4 augustus 2012

Kummavuopio is de plaatsaanduiding van het meest noordelijk gelegen, maar inmiddels niet meer permanent bewoonde dorp binnen de Zweedse gemeente Kiruna. Het is genoemd naar een vijftal huizen ten zuiden van het meer Kilpisjärvi. Keinovuopio is met de auto alleen via Finland te bereiken. Men moet dan met een voetbrug de Könkämärivier oversteken tussen Peera en Keinovuopio langs de Europese weg 8 tussen Kilpisjärvi en Kaaresuvanto. Tussen Keinovuopio en Kummavuopio ligt een weg, maar die is niet met het overige wegennet verbonden (maar 's winters kan men met een auto over het ijs van de rivier oversteken). Van Kummavuopio gaan wandelpaden en sneeuwscooter-routes naar onder andere Torneträsk en Treriksröset.